# Миннесота (река)
Миннесо́та (англ. Minnesota) — правый приток реки Миссисипи в штате Миннесота, США. Длина реки составляет 534 км. Площадь её бассейна — около 44 000 км², из которых 38 200 км² находятся на территории Миннесоты и 5200 км² в Южной Дакоте и Айове.
Река берёт начало на юго-западе штата Миннесота в озере Биг-Стон и течёт на юго-восток до Манкейто, после чего поворачивает на северо-восток.
Долина реки является местом зарождения и центром консервной промышленности в Миннесоте.
19 июня 1852 года Конгресс США, действуя по просьбе территориального законодательного органа штата Миннесота, утвердил местное название реки как официальное.